# ロジックパズル

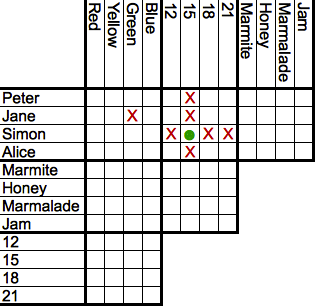
ロジックパズルのグリッド表（英語）。唯一の情報は、サイモン(Simon)だけが15歳で、ジェーン(Jane)は緑色が好きではないということです

ロジックパズル（論理パズル、推理パズルともいう）は、数学パズルの一種で、文章で説明される状況などから、論理的に矛盾無くあてはまる1通りのパターンを見つけ出す、といったような形式のパズルである。学術的に見ると制約充足問題であるものが多い。

## 問題例
- 例題1　3人のそれぞれの発言から、それぞれの今日の昼食を当ててください。ただし、カレーライス、ラーメン、そばのうちから3人とも別々のものを食べました。
トンキチ：…。
チンペイ：あいつみたいにそばだったら僕は足りないな。
カンタ：僕はカレーライスもそばも嫌いなんだ。

答え
トンキチ：そば
チンペイ：カレーライス
カンタ：ラーメン

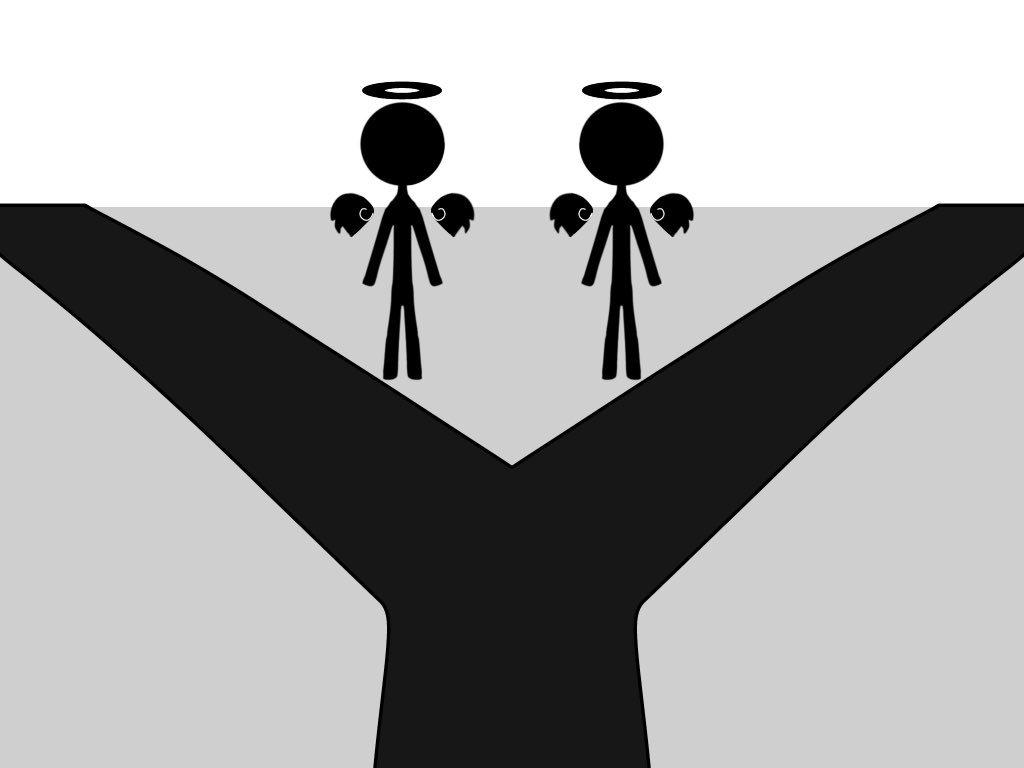
天国と地獄

- 例題2　分かれ道があります。どちらかが天国行きでどちらかが地獄行きです。それぞれの分かれ道にいる門番に、YES（はい）/NO（いいえ）で答えられる質問を一度だけすることができます。門番はいつも本当のことを言う天使か、いつもウソを言う悪魔のどちらかなのですが、どちらなのかは見分けがつきません。どんな質問をすれば天国行きの道を知ることができますか。

答え
本物の天使がもう一人をどう思っているかで質問の仕方が変わる。
- 本物の天使がもう一人を悪魔だとわかっている場合、門番に「あの門番に『この道は天国行きですか？』と尋ねると何と答えますか？」と尋ねればよい。「この道は天国行きですか？」という質問では、どちらの門番も「Yes」と答えるが、上記の質問では尋ねた門番がもし天使なら、悪魔がウソをついて「Yes」と答えることを知っているので、そのまま「Yes」という。悪魔なら、天使が「Yes」と答えることを知っているので、ウソをついて「No」という。

- 本物の天使がもう一人を天使だと思っている(実際には悪魔)場合、門番に「『この道は天国行きですか？』と私があなたに尋ねたら、あなたは『Yes』と答えますか？」と尋ねればよい。天国への道であれば、天使は「Yes」と答え、悪魔は「No」と答えるので、真実は「No」だが、悪魔なのでウソをつき「Yes」という。よって、天使も悪魔も「Yes」と答えることになる。地獄への道であれば、天使は「No」と答え、悪魔は「Yes」と答えるので、真実は「Yes」だが、悪魔なのでウソをつき「No」という。よって、天使も悪魔も「No」と答えることになる。

確実に天国行きの道を選ぶための質問としては後者の方が優れているといえる。
- 例題3　赤か白の帽子をかぶっている人が3人縦に並んでいます。自分の帽子の色は分かりませんが、前から2人目の人は1番前の人の帽子の色が見え、1番後ろの人は前から2番目の人と1番前の人の帽子が見えます。なお、後ろを振り返ることはできません。今、この3人の中で、少なくとも1人が赤の帽子をかぶっていることをこの3人に告げます。そして、自分の帽子の色が分かった者は申し出なさいと言います。しばらく沈黙が続いた後、1番前の人が「自分の帽子は赤だ」と言いました。彼の答えの根拠を示してください。

答え
1番前の人は、後ろの2人の帽子は見えないから、後ろの2人が「自分の帽子は○○色だ」と言うのを聞いて、自分の帽子の色を判断するしかない。しかし、前から2番目の人も1番後ろの人も自分の帽子の色が分からなかったから、沈黙が続いた。以上のことを踏まえて、1番前の人の帽子の色が白でないことを示せばよい。
1. 前から順に（白、白）のとき、少なくとも1人が赤の帽子をかぶっているから、1番後ろの人は自分の帽子の色は赤だということに気付く。よって不適。
2. 前から順に（白、赤）のとき、前から2番目の人は、自分か、1番後ろの人の帽子の色が赤だということに気付く。そして、1番後ろの人が黙っている、つまり前から2番目の人の帽子の色は白ではないので、前から2番目の人は自分の帽子の色が赤であることに気付く。よって不適。
3. 1,2 より、1番前の人は、自分の帽子の色が赤であると気付く。

## マトリックス
例題1のようなパズルの場合、表出されている条件が多くなると、それらの情報を脳内で整理することが困難になってくる。（パズルに限らず一般的に使われる手法であるが）タテヨコに各条件を並べたテーブル（「マトリックス」などと呼ばれる）を作り、当てはまる条件に対応する部分に○や×などの記号を書き込み、整理の補助とする。

## 作家
ルイス・キャロルのロジックパズルはLewis Carroll's Games and Puzzles(Dover, 1992年)で見ることができる。ロジックパズルの個人問題集を多く残した著者には、レイモンド・スマリヤンや小野田博一（11冊--このうち4冊が韓国語に、2冊が中国語に翻訳されている）らがいて、どちらも「ウソつき」がらみの問題が多い。個人集はDover社からの出版が多く、絶版のものも含めて10点以上が同社から出版されている。